# Rumcájsz kalandjai
A Rumcájsz kalandjai (eredeti cím: O loupežníku Rumcajsovi) 1967-től 1981-ig vetített csehszlovák televíziós rajzfilmsorozat, amely Václav Čtvrtek mesekönyve alapján készült. A rajzfilmsorozat Jičínben és környékén játszódik.

## Történet
Rumcájsz cipészmesterként dolgozott egy cseh kisvárosban, Jičínben. Egy napon a település polgármestere összeveszett a suszterrel, és kikergette a városból. Ezután Rumcájsz a város közelében, a Řáholec erdő közepében élt a feleségével, Mankával és a kisfiával, Csibészkével; Szélvész, a szarvas társaságában. A főhős a tisztességes életre vágyott, de ezt csak az emberektől távol, egy erdei zsiványtanyán találta meg. A rablóvá vált kisember gyakran került összeütközésbe a nagy hatalmú jičíni gróffal és feleségével. Rumcájsz azonban agyafúrt módon, zsiványos csínytevéseivel mindig túljárt a korlátolt főnemesek eszén. Banditaként a szegényeket védte, pozitív hősként harcolt a földesurak zsarnoksága ellen.

## A 3. évad epizódjai
1. rész: A fanyűvők
2. rész: A hajcsat
3. rész: A harag súlya
4. rész: A jicsini pék
5. rész: A mázasbögre
6. rész: A napsugár gyűrű
7. rész: A póruljárt uraság
8. rész: A városkapu
9. rész: Az országút
10. rész: Jeromos nem megy a háborúba
11. rész: Kóstoló a császárkodásból
12. rész: Méhek és zsiványok
13. rész: Vissza a szivárványt![4]

A 39 rész címe cseh nyelven

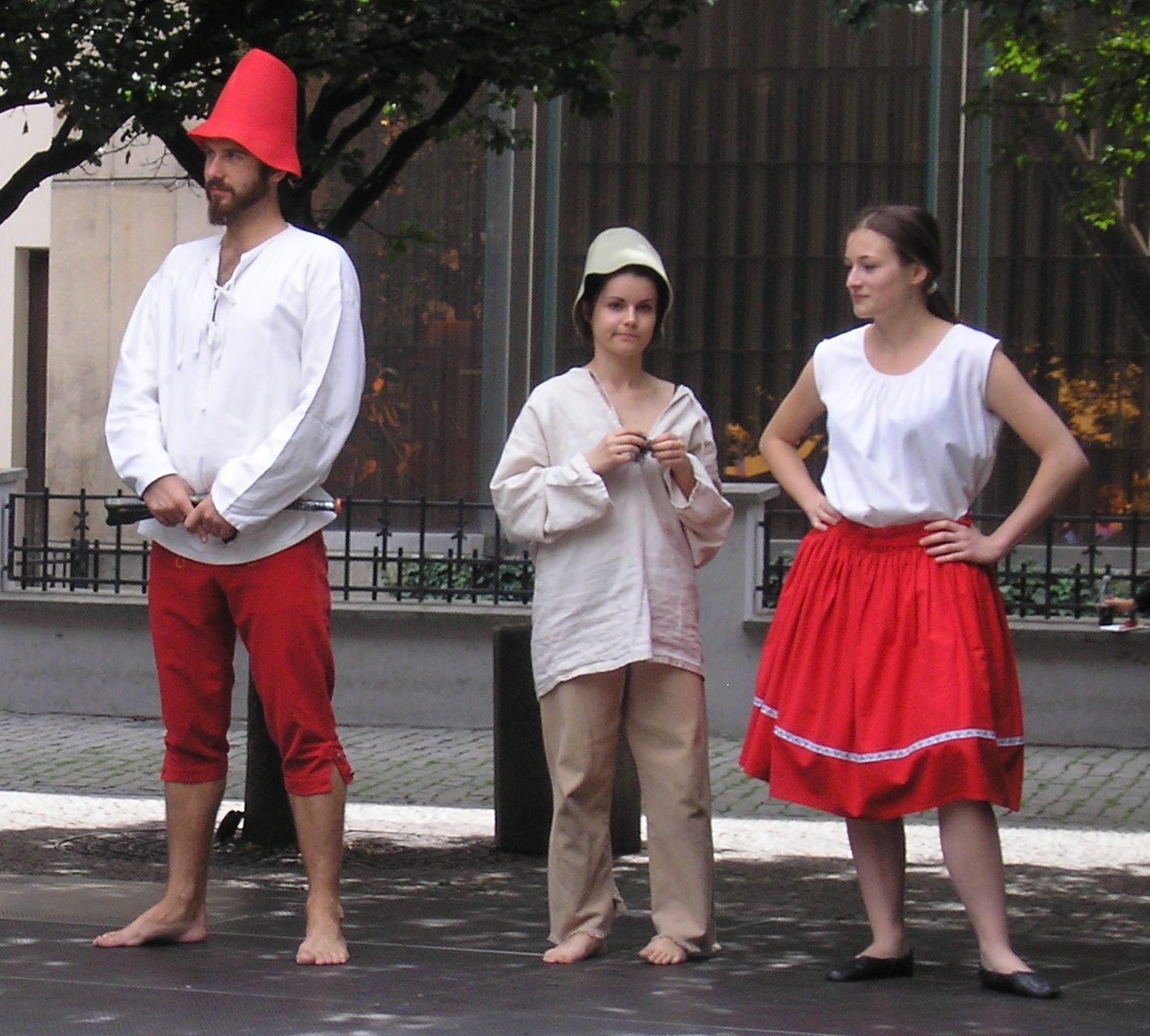
A rajzfilmsorozat szereplői: Rumcájsz, Csibészke és Manka Prágában, az Óváros téren

1. Jak se švec Rumcajs stal loupežníkem
2. Jak Rumcajs přechytračil knížepána
3. Jak Rumcajs vychoval čtyři pěničky
4. Jak dal Rumcajs Mance sluneční prstýnek
5. Jak Rumcajs loupil jablko
6. Kousky Dona Mirákla
7. Jak Rumcajs překejchal generála
8. Jak Rumcajs pro kukačku pad málem do vězení
9. Jak Rumcajs dělal tancmajstra
10. Jak měl Rumcajs patálii s drakem
11. Jak Rumcajs hledal špunt od rybníka
12. Jak Rumcajs upadl do okovů
13. Jak Rumcajse přivedly boty k poctivosti
14. Jak se Rumcajs dal znovu na loupežničinu
15. Jak Rumcajs kočíroval sumce Holdegrona
16. Jak Rumcajs osolil knížepánovi zelí
17. Jak Rumcajs léčil kukačku
18. Jak Rumcajs s obrem štípali o Řáholec dříví
19. Jak myslivec Muška pásl včely
20. Jak Rumcajs vydobyl Manku na svobodu
21. Jak Rumcajs pomáhal Kubovi z vojny
22. Jak Rumcajs stonal a zase se uzdravil
23. Kterak Rumcajs zatopil pod kotlem
24. Jak se stal Rumcajs na hodinu císařpánem
25. O vodnickém kolovrátku
26. Jak se Rumcajs nakonec vrátil k poctivosti
27. Jak šel Rumcajs pro mašličkovou sponku
28. Jak Cipísek chránil jelení studánku
29. Jak šel Rumcajs do Kartouz pro včely
30. Jak Rumcajs vyspravil císařskou silnici
31. Jak šel Cipísek do Jičína pro chleba
32. Jak se Rumcajs podruhé potkal s Rabijákem
33. Jak měl Rumcajs velkou starost o Manku
34. Jak chtěl Cipísek do světa
35. Jak Rumcajs vysadil duhu na nebe
36. Jak Rumcajs vyhnal z Řáholce dubové mužíky
37. Jak se Rumcajs postaral o věžovou bránu
38. Jak knížepán poslal za sebe nájemníka
39. Jak si Cipísek střelil pro sluneční prstýnek!

## Alkotók
- Rendező: Ladislav Čapek
- Mesélő (cseh): Karel Höger
- Mesélő (magyar): Szuhay Balázs (1. szinkronban) / Szacsvay László (2. szinkronban)
- Dramaturg: Irena Povejšilová
- Gyártásvezető: Alena Štantejská, Jan Čumpelík, Helena Kiliánová
- Zene: Václav Lídl
- Hangmérnök Benjamin Astrug